# Hãy nhắm mắt khi anh đến
Hãy nhắm mắt khi anh đến (tiếng Trung: 他来了，请闭眼, tiếng Anh: Love Me, If You Dare) là một bộ phim truyền hình Trung Quốc năm 2015 được chuyển thể từ cuốn tiểu thuyết cùng tên của Đinh Mặc, xuất bản vào tháng 7 năm 2014. Bộ phim được sản xuất bởi Khổng Sanh và Hầu Hồng Lượng, với kịch bản của Hải Dương. Bộ phim có sự góp mặt của Hoắc Kiến Hoa, Mã Tư Thuần, Trương Lỗ Nhất, Vương Khải và Doãn Chính. Bộ phim đã được phát sóng đồng thời trên Sohu và Dragon TV từ ngày 15 tháng 10 năm 2015 đến ngày 4 tháng 1 năm 2016.
Bộ phim được đánh giá cao về cách phát triển nội dung và nhân vật, được cho 9.7 trên 10 trên viki.com với một số lượng lớn người theo dõi ở nước ngoài.

## Tóm tắt
Được chuyển thể từ cuốn tiểu thuyết ăn khách cùng tên của nhà văn Đinh Mặc, Hãy Nhắm Mắt Khi Anh Đến nhận được sự quan tâm vô cùng lớn từ cả phía khán giả lẫn độc giả. Bộ phim xoay quanh nhân vật Bạc Cận Ngôn (Hoắc Kiến Hoa) – một chuyên gia trong lĩnh vực tâm lý tội phạm, phó giáo sư đại học Maryland ở Mỹ. Sau này, anh được mời về nước với vai trò cố vấn và làm công tác nghiên cứu trong Bộ Cảnh sát.
Bạc Cận Ngôn là một người trên cả lập dị, đây cũng là điểm đặc trưng ở những thiên tài. Anh thích mặc áo sơ mi trắng, một bộ comple đen, sạch sẽ, phẳng phiu, chỉnh tề, và đương nhiên, không thể thiếu chiếc khẩu trang y tế. Trong công việc, anh không giấu sự kiêu ngạo về khả năng và IQ lên đến 180 của mình, tuyên bố bản thân chỉ đảm nhận những vụ giết người hàng loạt hung bạo và biến thái nhất bởi chỉ có anh mới có thể bắt được bọn chúng. Thế nhưng trong tình yêu, anh chỉ "kẻ mới vào nghề" không hơn không kém.
Xuất hiện bên Bạc Cận Ngôn chính là cô gái có ngoại hình hiền lành Giản Dao (Mã Tư Thuần). Cô mới tốt nghiệp đại học và làm việc cho Bạc Cận Ngôn. Giản Dao là một cô gái dịu dàng, kiên cường, đầy tinh thần chính nghĩa và khả năng quan sát nhạy bén. Khi theo dõi bộ phim, khán giả sẽ được trải nghiệm những giây phút "căng não" từ những tình tiết phá án ly kỳ, cũng như trải nghiệm dư vị ngọt ngào trong tình yêu của Bạc Cận Ngôn và Giản Dao.

## Diễn viên
| Vai trò                     | Cast                    | Mô tả ngắn gọn |
| --------------------------- | ----------------------- | --- |
| Simon / Bạc Cận Ngôn 薄靳言 | Hoắc Kiến Hoa           | Nam, 30 tuổi. Anh là một chuyên gia trong lĩnh vực tâm lý tội phạm, phó giáo sư đại học Maryland ở Mỹ. Sau này, anh được mời về nước với vai trò cố vấn và làm công tác nghiên cứu trong Bộ Cảnh sát.. Cha anh mất khi anh còn nhỏ và chuyển đến Hoa Kỳ cùng mẹ. Anh ấy có IQ cao nhưng EQ thấp, và sự tương phản mạnh mẽ này làm tăng thêm sự hài hước và cảm xúc cho người xem. |
| Jenny / Giản Dao 简瑶       | Mã Tư Thuần             | Nữ, 23 tuổi. Cô tốt nghiệp Đại học Ngoại ngữ. Cô bị ảnh hưởng sâu sắc bởi cha cô, một cựu sĩ quan cảnh sát điều tra các vụ án hình sự đã chết trong khi làm nhiệm vụ. Cô là một cô gái dịu dàng, kiên cường, đầy tinh thần chính nghĩa và khả năng quan sát nhạy bén.. Cô làm trợ lý và người phiên dịch của Simon, và đồng thời giúp đỡ Simon trong công tác điều tra hình sự. |
| Jabber / Tạ Hàm 谢晗        | Trương Lỗ Nhất          | Nam, 30 tuổi. Tạ Hàm là người Mỹ gốc Hoa. Hắn có một gia đình không hạnh phúc khi bố mẹ li dị khi hắn còn nhỏ. Mẹ Tạ Hàm rời đi mà không chịu đưa hắn theo cùng. Bố hắn ăn chơi sa đọa khiến Tạ Hàm rơi vào cảnh bị bạo hành từ nhỏ. Vì vậy, tính cách của hắn vô cùng lạnh lùng và tàn nhẫn. Lúc đối đầu với Bạc Cận Ngôn (Simon) ở Mỹ, Tạ Hàm tin rằng trong anh tồn tại một nhân cách thứ hai mang tên Allen. Hắn âm thầm bám theo Bạc Cận Ngôn về nước. Sau đó, Tạ Hàm bắt đầu thực hiện loạt hành động phạm tội. |
| Lý Huân Nhiên 李熏然        | Vương Khải              | Nam 28 tuổi. Lý Huân Nhiên là cảnh sát hình sự tài giỏi. Ban đầu, Lý Huân Nhiên có mâu thuẫn với Bạc Cận Ngôn nhưng cũng dần chấp nhận quan điểm suy nghĩ của "tình địch". Lý Huân Nhiên yêu thầm Giản Dao từ nhỏ. Anh đợi cô tốt nghiệp mới bắt đầu theo đuổi. Tuy nhiên đúng thời điểm này, Bạc Cận Ngôn lại xuất hiện trong cuộc đời Giản Dao. |
| Phó Tử Ngộ 傅子遇           | Doãn Chính              | Nam, 30 tuổi. Anh tốt nghiệp từ ngành Y, Đại học Maryland, và được biết đến như là một sinh viên xuất sắc y tế cũng như rất thành thạo trong thiết kế phần mềm và mã hóa. Anh ta cao, lịch sự, thông minh, và là bạn duy nhất của Simon, sẵn sàng giúp Simon và ở lại với anh ta bất cứ khi nào anh ta cần. |
| Susan                       | Emilie O'hana           | Cô ấy là cảnh sát, bạn của Simon, người đã giúp Simon bắt những kẻ giết người. |
| Dr. Barnes                  | en:Matt William Knowles | Anh đóng vai một bác sĩ, người cũng giúp đỡ Simon trong kế hoạch bắt kẻ giết người hàng loạt. |

## Giải thưởng và đề cử
| Giải thưởng                                                      | Hạng mục                            | Được đề cử    | Kết quả   |
| ---------------------------------------------------------------- | ----------------------------------- | ------------- | --------- |
| Lễ trao giải phim truyền hình chất lượng Trung Quốc lần thứ nhất | Bộ phim Tâm lý giả tưởng của năm    |               | Đoạt giải |
| Lễ trao giải phim truyền hình chất lượng Trung Quốc lần thứ nhất | Nam diễn viên nổi tiếng nhất        | Hoắc Kiến Hoa | Đoạt giải |
| Lễ trao giải phim truyền hình chất lượng Trung Quốc lần thứ nhất | Nam diễn viên có doanh thu cao nhất | Hoắc Kiến Hoa | Đoạt giải |
| Giải Hoa Đỉnh lần thứ 19                                         | Nam diễn viên xuất sắc nhất         | Hoắc Kiến Hoa | Đề cử     |
| Giải Hoa Đỉnh lần thứ 19                                         | Diễn viên mới xuất sắc nhất         | Doãn Chính    | Đoạt giải |